# Летняя лига НБА 2013
Летняя лига НБА 2013 — первый розыгрыш подобного турнира, разыгрываемого между командами НБА в межсезонье.
Благодаря этому проекту, команды получили шанс проверить игроков перед сезоном, выбранных на драфте, который прошёл 27 июня 2013. В лиге участвовали все 30 команд НБА, а также сборная Д-Лиги. Турнир прошёл в 2 этапа: в Орландо (7-12 июля) и Лас-Вегасе (12-22 июля).

## 1 этап. Орландо

### Команды
- Орландо Мэджик (хозяева)
- Бостон Селтикс
- Бруклин Нетс
- Детройт Пистонс
- Индиана Пэйсерс
- Майами Хит
- Оклахома-Сити Тандер
- Филадельфия 76ерс
- Хьюстон Рокетс
- Юта Джаз

### Календарь
Время начала матчей указано по Восточному времени (ЕТ) (UTC-4)

#### День 1 (7 июля)
| 7 июля 2013 9:00 am | Отчёт | Хьюстон Рокетс             | 88 : 80  | Филадельфия 76ерс       | Эмвей-центр, Орландо, Флорида Судьи: Кевин Катлер, Митчелл Эрвин, Кит Каймбл |
| 7 июля 2013 9:00 am | Отчёт | 25:15, 23:18, 21:24, 19:23 |          |                         | Эмвей-центр, Орландо, Флорида Судьи: Кевин Катлер, Митчелл Эрвин, Кит Каймбл |
| 7 июля 2013 9:00 am | Отчёт | Терренс Джонс 24           | Очки     | Майкл Картер-Уильямс 21 | Эмвей-центр, Орландо, Флорида Судьи: Кевин Катлер, Митчелл Эрвин, Кит Каймбл |
| 7 июля 2013 9:00 am | Отчёт | Терренс Джонс 12           | Подборы  | Майкл Картер-Уильямс 7  | Эмвей-центр, Орландо, Флорида Судьи: Кевин Катлер, Митчелл Эрвин, Кит Каймбл |
| 7 июля 2013 9:00 am | Отчёт | Патрик Беверли 6           | Передачи | Майкл Картер-Уильямс 8  | Эмвей-центр, Орландо, Флорида Судьи: Кевин Катлер, Митчелл Эрвин, Кит Каймбл |

| 7 июля 2013 11:00 am | Отчёт | Бостон Селтикс                     | 88 : 95  | Орландо Мэджик                    | Эмвей-центр, Орландо, Флорида Судьи: Кэйн Фитцджеральд, Роб Фесслер, Рэй Акоста |
| 7 июля 2013 11:00 am | Отчёт | 26:22, 16:25, 29:23, 17:25         |          |                                   | Эмвей-центр, Орландо, Флорида Судьи: Кэйн Фитцджеральд, Роб Фесслер, Рэй Акоста |
| 7 июля 2013 11:00 am | Отчёт | Келли Олиник 24                    | Очки     | Виктор Оладипо, Ромеро Осби по 15 | Эмвей-центр, Орландо, Флорида Судьи: Кэйн Фитцджеральд, Роб Фесслер, Рэй Акоста |
| 7 июля 2013 11:00 am | Отчёт | Фаб Мелу 8                         | Подборы  | Кайл О'Квинн 11                   | Эмвей-центр, Орландо, Флорида Судьи: Кэйн Фитцджеральд, Роб Фесслер, Рэй Акоста |
| 7 июля 2013 11:00 am | Отчёт | Джейсон Грэйнджер, Фил Пресси по 4 | Передачи | Виктор Оладипо 7                  | Эмвей-центр, Орландо, Флорида Судьи: Кэйн Фитцджеральд, Роб Фесслер, Рэй Акоста |

| 7 июля 2013 1:00 pm | Отчёт | Майами Хит                | 59 : 69  | Юта Джаз           | Эмвей-центр, Орландо, Флорида Судьи: Марат Когат, Уильям Менса, Тиффани Бёрд |
| 7 июля 2013 1:00 pm | Отчёт | 9:19, 12:13, 16:19, 22:18 |          |                    | Эмвей-центр, Орландо, Флорида Судьи: Марат Когат, Уильям Менса, Тиффани Бёрд |
| 7 июля 2013 1:00 pm | Отчёт | Иан Кларк 15              | Очки     | Дионте Кристмас 15 | Эмвей-центр, Орландо, Флорида Судьи: Марат Когат, Уильям Менса, Тиффани Бёрд |
| 7 июля 2013 1:00 pm | Отчёт | Джарвис Варнадо 6         | Подборы  | Трей Бёрк 7        | Эмвей-центр, Орландо, Флорида Судьи: Марат Когат, Уильям Менса, Тиффани Бёрд |
| 7 июля 2013 1:00 pm | Отчёт | Мик Кабонго 4             | Передачи | Трей Бурк 5        | Эмвей-центр, Орландо, Флорида Судьи: Марат Когат, Уильям Менса, Тиффани Бёрд |

| 7 июля 2013 3:00 pm | Отчёт | Оклахома-Сити Тандер            | 76 : 68  | Индиана Пэйсерс    | Эмвей-центр, Орландо, Флорида Судьи: Карл Лэйн, Джейсон Голденберг, Кристал Хогэн |
| 7 июля 2013 3:00 pm | Отчёт | 20:12, 12:15, 21:24, 23:17      |          |                    | Эмвей-центр, Орландо, Флорида Судьи: Карл Лэйн, Джейсон Голденберг, Кристал Хогэн |
| 7 июля 2013 3:00 pm | Отчёт | Грант Джерретт 17               | Очки     | Орландо Джонсон 17 | Эмвей-центр, Орландо, Флорида Судьи: Карл Лэйн, Джейсон Голденберг, Кристал Хогэн |
| 7 июля 2013 3:00 pm | Отчёт | Стивен Адамс, Джереми Лэмб по 6 | Подборы  | Майлс Пламли 9     | Эмвей-центр, Орландо, Флорида Судьи: Карл Лэйн, Джейсон Голденберг, Кристал Хогэн |
| 7 июля 2013 3:00 pm | Отчёт | Дуайт Байкс 13                  | Передачи | 3 игрока 3         | Эмвей-центр, Орландо, Флорида Судьи: Карл Лэйн, Джейсон Голденберг, Кристал Хогэн |

| 7 июля 2013 5:00 pm | Отчёт | Детройт Пистонс            | 76 : 67  | Бруклин Нетс     | Эмвей-центр, Орландо, Флорида Судьи: Кёртис Блэйр, Роб Рорке, Дедрик Тэйлор |
| 7 июля 2013 5:00 pm | Отчёт | 22:17, 13:19, 17:14, 24:17 |          |                  | Эмвей-центр, Орландо, Флорида Судьи: Кёртис Блэйр, Роб Рорке, Дедрик Тэйлор |
| 7 июля 2013 5:00 pm | Отчёт | Крис Миддлтон 16           | Очки     | Тишон Тейлор 17  | Эмвей-центр, Орландо, Флорида Судьи: Кёртис Блэйр, Роб Рорке, Дедрик Тэйлор |
| 7 июля 2013 5:00 pm | Отчёт | Андре Драммонд 16          | Подборы  | Мэйсон Пламли 14 | Эмвей-центр, Орландо, Флорида Судьи: Кёртис Блэйр, Роб Рорке, Дедрик Тэйлор |
| 7 июля 2013 5:00 pm | Отчёт | Пейтон Сива 6              | Передачи | Крис Райт 5      | Эмвей-центр, Орландо, Флорида Судьи: Кёртис Блэйр, Роб Рорке, Дедрик Тэйлор |